# Lucien Laforge
Pour les articles homonymes, voir Laforge.
Lucien Laforge, né le 10 juillet 1889 à Paris 9e et mort le 21 janvier 1952 dans le 18e arrondissement, est un artiste peintre et dessinateur français pacifiste proche du mouvement libertaire.

## Biographie
Sa mère est peintre miniaturiste et son père violoniste. Il hésite durant l'adolescence entre une carrière de musicien et de dessinateur.
Il s'inscrit aux cours de l'académie Humbert dont il critique l'académisme et le style pompier. Il débute comme dessinateur en 1910. Il participe à des journaux de divertissement comme Pages folles ou Tout-Paris, mais donne sa préférence de dessinateur à ceux qui lui permettaient d'exprimer ses idées politiques de gauche : il dessina pour Les Hommes du jour dès 1910, pour Le Journal du Peuple en 1917-1918, puis L'Humanité, Clarté, Le Canard enchaîné ou Le Libertaire dans les années 1920.
Peintre sans succès, illustrateur fréquent surtout entre 1912 et 1924, il gagne sa vie en participant à de nombreux journaux de gauche ou anarchistes. Menant une existence proche de la pauvreté, il ne consent jamais à la moindre concession. Pacifiste viscéral, il simule la folie et se fait réformer par deux fois en pleine guerre, en 1915 et en 1917. Son œuvre d'illustrateur se situe peu avant et peu après la guerre : Les Mille et une nuits en 1912 et Ogier le Danois en 1913 s'adressent aux enfants avec un esprit totalement novateur, influencé par l'art nouveau. Dans Le Film 1914, il dépeint les horreurs de la Première Guerre mondiale à travers la bêtise et le cynisme des chauvins et des nantis.
Il illustre des livres de Gustave Coquiot, Lucien Descaves, les contes de fées de Charles Perrault, Charles Baudelaire, Gaston Dumestre, François Rabelais. Il est un peintre loin de tout académisme : « Mais moi je ne suis pas à la mode […]. Je n’aime que la vie et la liberté. » Sa peinture, stylisée et contrastée, contenue dans des médaillons circulaires, n’est que sensualité.

## Citations
- « Tout est mort sauf la bêtise et les hommes la nourriront comme un chat jusqu'à la fin. », Raoul Alexandre, « Lucien Laforgue », Paris-Soir, 1er décembre 1924, p. 1 lire en ligne sur Gallica

## Œuvres

### Dessins de presse
- Dessins dans Les Hommes du jour
- portrait de Henri de Régnier dans Les Hommes du jour, no 161, 18 février 1911
- Portrait de Paul-Boncour, Les Hommes du jour, no 175, 27 mai 1911 lire en ligne sur Gallica
- Les Guetteuses de Nuit, La charrette charrie, 1922-1923.

### Illustrations
- Les 1001 nuits. Illustrées par Lucien Laforge, (trad. de Georges Frilley), Paris, Tallandier, 1912.
- La Grippe espagnole. Compositions de Lucien Laforge. Paris, 1920 ?, LUTETIA (Librairie). Tirage très restreint (moins de 100 exemplaires).
- Ronge-Maille vainqueur, texte de Lucien Descaves, illustrations dans le texte de Lucien Laforge, Paris, Ollendroff, 1920. Réédition Prairial, 2014[3].
- Les Contes des fées / par Charles Perrault ; illustrées par Lucien Laforgue. Paris : Éditions de la Sirène, 1920, 94 p. réédition fac-simile. Albin Michel jeunesse, 2008.
- Le film 1914, Paris, Clarté, 1922. Réédition Prairial, 2014.
- Rabelais, Des Quatre saisons de l'année, Paris, Eugène Rey, 1923, illustrations de Lucien Laforge en deux tons (noir et rouge).
- Abcdefghijklmnopqrstuvwxyz (abécadaire), Paris, Lutetia, 1924, réédition fac-simile, Paris, La Mercurie, 2010, voir en ligne.
- Baudelaire, Poèmes illustrés de 20 lithographies en couleurs de Lucien Laforge, Paris, Edition des Amis de Lucien Laforge, 1951, tirage à 300 ex. num.